# 屋宇署
屋宇署（英語：Buildings Department）是香港特別行政區政府發展局轄下的部門，成立目的是依照《香港法例》第123章《建築物條例》及相關法例，改善香港樓宇建造和維修的質素，包括監管建築環境（地盤）安全，以及以執法行動對付新建築物的違例行為、危險樓宇及危險斜坡、排水渠的損毀和招牌安全等。屋宇署亦接受市民通過「1823聯絡中心」舉報，並與警方的指揮及控制中心保持緊密聯繫，以提供24小時緊急服務，不分晝夜當值處理與私人樓宇安全有關的緊急事故。另外，根據香港建築物條例的第2條第1款，屋宇署署長將會同時兼任建築事務監督一職。現任屋宇署署長兼建築事務監督為何鎮雄。

## 歷史
現時的《建築物條例》主體於1955年制定，當中作過多次修訂，建築物條例執行處（Buildings Ordinance Office）是當中的執行單位。在1982年之前，建築物條例執行處隸屬於工務司署（Public Works Department）。在1982年，工務司署進行改組，成為布政司署轄下地政工務科，負執行工作的辦事處則升格為部門，建築物條例執行處則歸入建築拓展署（Building Development Department）。1986年4月，建築物條例執行處與地政署合併成為屋宇地政署（Buildings and Lands Department）。1993年8月1日，屋宇地政署重新分拆為地政總署以及屋宇署。屋宇署原隸屬房屋及規劃地政局，2007年7月1日決策局重組後劃入新成立的發展局。

### 隸屬
- 布政司署地政工務科（1986年﹣1989年）
- 布政司署規劃環境地政科（1989年﹣1997年6月30日）
- 規劃環境地政局（1997年7月1日﹣1999年12月31日）
- 規劃地政局（2000年1月1日﹣2002年6月30日）
- 房屋及規劃地政局（2002年7月1日﹣2007年6月30日）
- 發展局（2007年7月1日﹣）

## 歷任首長

### 屋宇署署長
- 余黎青萍（1994年－1996年1月28日）
- 蔡宇略（1996年1月29日－1999年8月25日）
- 梁展文（1999年8月26日－2002年6月30日）
- 鄔滿海（2003年3月3日－2005年12月8日）
- 張孝威（2005年12月9日－2008年10月9日）
- 區載佳（2008年10月10日－2014年3月28日）
- 許少偉（2014年3月29日－2017年1月22日）
- 張天祥（2017年1月23日－2019年10月27日）
- 余德祥（2019年10月28日－2021年11月28日）
- 余寶美（2021年11月29日－2025年4月12日 ）
- 何鎮雄（2025年4月13日－）

## 合作伙伴
屋宇署的合作伙伴包括：
- 香港建築師學會
- 香港工程師學會
- 香港測量師學會
- 香港房屋協會
- 香港市區重建局

## 爭議事件

### 涉嫌干預有線新聞採訪工作
2020年11月，有線新聞有意跟進該月發生造成 8 死的油麻地大火，去屋宇署樓宇資料中心，以新聞採訪為由查閱屬公共記錄的涉事大廈圖則，但被屋宇署拒絕。當時職員說要這個不是一般的申請用途，要上司批。一星期後屋宇署回覆未能處理，因為要考慮記者獲得圖則後用來做甚麼，署方想知道背後原因。香港記者協會主席楊健興批評，唐樓建築問題涉及重大公眾利益，記者查閱圖則作的新聞用途很清楚，要考慮新聞內容才考慮批不批，完全是干預新聞。而根據屋宇署文件，按建築物條例呈交的是公共記錄，如果版權擁有人沒有特別提出反對，公眾繳付規定費用後就可以查閱圖則。

## 外部連結
| 前任： · 英屬香港地政署           | 英屬香港屋宇地政署 | 繼任： · 英屬香港屋宇署 |
| 前任： · 英屬香港建築物條例執行處 | 英屬香港屋宇地政署 | 繼任： · 英屬香港屋宇署 |
| 前任： · 英屬香港屋宇地政署       | 英屬香港屋宇署     | 繼任： · 香港屋宇署     |
| 前任： · 英屬香港屋宇署           | 香港屋宇署         |                         |

- 香港特別行政區政府 屋宇署（页面存档备份，存于）
- 香港屋宇署的官方刊物及統計資料
- 《香港法例》第123章《建築物條例》（页面存档备份，存于）